# Сукциниловый полуальдегид
Сукциниловый полуальдегид или янтарный полуальдегид — важный промежуточный метаболит ряда биохимических процессов, имеет как карбоксильную, так и альдегидную группу. У животных он образуется из ГАМК в результате действия фермента ГАМК-трансаминазы, а затем окисляется до сукцината, который поступает в цикле трикарбоновых кислот. Растворим в воде, этаноле, бензоле и диэтиловом эфире.
Янтарный полуальдегид также образуется у большинства цианобактерий, у которых он является важный интермедиатом цикла Кребса. В этих организмах он образуется из α-кетоглутарата, а затем окисляется до сукцината. Эта последовательность реакций обеспечивает замыкание ЦТК цианобактерий, который не может замкнуться обычным образом, так как у них отсутствует фермент α-кетоглутаратдегидрогеназа